# Dumnagual III de Strathclyde
Dumnagual ou Dyfnwal III de Strathclyde roi des Bretons du Strathclyde mort en 760.

## Origine
Dans la généalogie des rois de Strathclyde ou d’Ath Clut du manuscrit Harleian MS 3859, Dumngual ou Dyfnwal est désigné comme le fils de Teudebur et le père de Eugein.

## Règne
Dumngual III devient roi en 752 après la mort de son père. Sous son règne le Strathclyde doit définitivement abandonner la plaine de Kyle au sud à Eadberht de Northumbrie. En 756, le royaume breton doit ensuite faire face à l'offensive conjointe des Pictes du roi Angus mac Fergus et des armées de Northumbrie. La capitale Dumbarton doit se rendre dans les premiers jours du mois d'août mais l'armée de Northumbrie est détruite, entre « Ouania » (Gowan ?) et « Niwanbirig » (Newburgh-on-the-Tay), sur le chemin du retour soit du fait d'une trahison du roi Picte ou d'un retournement d'alliance de ce dernier
Bien que les Annales Cambriae, synchronisent en 760 la bataille d'Hereford entre les Saxons et les bretons du Pays de Galles avec la mort de « Dyvnwal fils de Tewdur » , Peter Bartrum souligne que ces deux événement sont indépendants